# Вербилково
Вербилково — деревня в Кимрском районе Тверской области. Входит в состав Стоянцевского сельского поселения.

## География
Находится в юго-восточной части Тверской области на расстоянии приблизительно 32 км на запад-северо-запад по прямой от районного центра города Кимры в левобережной части района.

## История
Известна была с 1628 года как деревня из 9 дворов, владение патриарха Филарета. В 1780-х годах 21 двор. В 1859 году здесь (деревня Корчевского уезда Тверской губернии) было учтено 32 двора, в 1887 — 49.

## Население
Численность населения: 164 человека (1780-е годы), 262 (1859 год), 273 (1887), 6 (русские 100 %) 2002 году, 10 в 2010.